# Ouo
Ouo là một tổng thuộc  Comoé (tỉnh) ở phía nam Burkina Faso. Thủ phủ là thị xã Ouo. Theo điều tra dân số năm 1996, tổng này có tổng dân số 15.594 người..

## Các thị xã và làng xã
- Ouo	(2 204 dân) (thủ phủ)
- Balgogo	(558 dân)
- Beguele	(418 dân)
- Bini	(283 dân)
- Dagninikorosso	(75 dân)
- Dapala	(417 dân)
- Gangasse	(539 dân)
- Gonga	(126 dân)
- Guedanga	(195 dân)
- Inzele	(276 dân)
- Kien	(194 dân)
- Konamisse	(919 dân)
- K’poum	(352 dân)
- Logue	(1 093 dân)
- Mado	(193 dân)
- Minse	(201 dân)
- Nerkedaga	(409 dân)
- N’golofesso	(685 dân)
- Norkama	(1 000 dân)
- Pambie-Sokoura	(907 dân)
- Poikoro	(527 dân)
- Safia	(1 050 dân)
- Sassamba	(719 dân)
- Siekoro	(650 dân)
- Sirakoro	(430 dân)
- Sokourani	(246 dân)
- Soucie	(697 dân)
- Toukoro	(231 dân)